# Lycée Jules-Haag
Le lycée Jules-Haag est un établissement français d'enseignement secondaire et supérieur situé à Besançon.

## Histoire

### École nationale d'horlogerie
Besançon voit son destin basculer en 1793 avec l'arrivée d'horlogers suisses qui vont insuffler un nouveau souffle à l'industrie horlogère encore artisanale de la capitale comtoise. Organisée d'abord en petits ateliers de plus en plus nombreux, cette industrie a pourtant besoin d'une école. En 1862, elle fonde la première école d'horlogerie dans l'ancien grenier à blé de la ville (devenu par la suite conservatoire de musique). Cette école va rencontrer un grand succès et obtenir de nombreux prix.
En 1923 est lancé un projet de construction pour un nouvel établissement de formation en horlogerie. On choisit un site dans le quartier de la Grette-Butte, proche du centre historique de Besançon. Les locaux accueillent en 1931 l’école, et également l’Institut de chronométrie qui relève de l’université sous la direction d'un mathématicien, jusque-là professeur de mécanique céleste à Clermont-Ferrand, Jules Haag, ainsi qu'une section de bijouterie créée en 1928. L’École nationale d’horlogerie de Besançon est officiellement inaugurée le 2 juillet 1933, par le président Albert Lebrun. Puis en 1939, l'école accueille le « bureau des études horlogères ».
L'établissement s'agrandit à la fin des années 1930, mais avec la guerre, l'enseignement est arrêté et l'école ne retrouve son fonctionnement normal qu’en décembre 1944. En 1962 l'École nationale d’horlogerie fête son centenaire avec le général De Gaulle et Jean Minjoz, qui dira : « C’est en grande partie à l’École d’horlogerie que Besançon doit son développement industriel aujourd’hui. » Peu à peu, le lycée devient polyvalent et passe de l’horlogerie aux microtechniques, mais aussi à l’électricité et l’électronique.

### Classement du lycée
En 2015, le lycée se classe 13e sur 14 au niveau départemental quant à la qualité d'enseignement, et 1483e au niveau national. Le classement s'établit sur trois critères : le taux de réussite au bac, la proportion d'élèves de première qui obtient le baccalauréat en ayant fait les deux dernières années de leur scolarité dans l'établissement, et la valeur ajoutée (calculée à partir de l'origine sociale des élèves, de leur âge et de leurs résultats au diplôme national du brevet).

### Classement des CPGE
Le lycée accueille une classe préparatoire aux grandes écoles (CPGE) dans la filière physique, technologie et sciences de l’ingénieur (PT). En 2015, L'Étudiant donnait le classement suivant pour les concours de 2014 :
| Filière | Élèves admis dans une grande école* | Taux d'admission* | Taux moyen sur 5 ans | Classement national | Évolution sur un an |
| --- | ----------------------------------- | ----------------- | -------------------- | ------------------- | ------------------- |
| PT / PT* | 8 / 39 élèves                       | 21 %              | 18 %                 | 28e sur 62          | 2                   |
| Source : Classement 2015 des prépas - L'Étudiant (Concours de 2014). * le taux d'admission dépend des grandes écoles retenues par l'étude. En filières scientifiques, c'est un panier de 11 à 17 écoles d'ingénieurs qui a été retenu par L'Étudiant selon la filière (MP, PC, PSI, PT ou BCPST). |                                     |                   |                      |                     |                     |

## Architecture
Les bâtiments du lycée ont été construits entre 1923 et 1931 sur les plans de l'architecte Paul Guadet dans le style Art déco. Sur les murs sont sculptés des artisans horlogers.
Les bâtiments obtiennent le label « patrimoine du XXe siècle » le 29 juin 2004

## Personnalités liées au lycée

### Élèves
- Cyrille Bersot
- Gabriel Plançon
- André Brenot
- Philippe Gladoux
- Jean Robert
- René Drezet
- Hubert-Félix Thiéfaine
- David Ratte
- Chloé Valentini
- Éric Coudray
- Edmond Picard
- Jean-Louis Fousseret
- Jade Wiel
- Laurent Croizier
- René Gruet
- Jean Mercier